# Любовь в нерабочие недели
«Любовь в нерабочие недели»  — российский комедийный телесериал, снятый режиссёром Леонидом Марголиным. Премьера состоялась 23 июня 2020 года на платформе Okko. 3 августа начался показ телесериала на канале «СТС».

## Сюжет
Три семейных пары, оказавшиеся в условиях самоизоляции, пытаются привыкнуть к этой ситуации и продолжать решать повседневные вопросы — у Кристины и Андрея сорвалась свадьба, Ирина и Валера уличили друг друга в измене, а Соня и Гарик вынуждены уживаться с мамой Сони.

## В ролях
| Актёр                 | Роль                       |
| --------------------- | -------------------------- |
| Зоя Бербер            | Ирина                      |
| Роман Попов           | Валера                     |
| Елизавета Моряк       | Кристина                   |
| Олег Верещагин        | Андрей                     |
| Маруся Климова        | Соня                       |
| Гарик Петросян        | Гарик                      |
| Ольга Хохлова         | Любовь Петровна мать Сони  |
| Екатерина Владимирова | Карина подруга Кристины    |
| Андрей Гаврилов       | батюшка                    |
| Анна Асташкина        | Тамара Григорьевна соседка |
| Сергей Аброскин       | Антон                      |
| Микаэл Джанибекян     | Мушех                      |
| Наира Хачатурян       | Ануш                       |
| Андрей Москвичёв      | врач                       |
| Сарик Андреасян       | Рудик                      |

## Продолжение
В 2021 году вышли продолжения телесериала — «Любовь в рабочие недели» и «Любовь в жаркие недели».